# Заозёрное (Новосибирская область)
Заозёрное —  упразднённая деревня в Купинском районе Новосибирской области России. Входила в состав Копкульского сельсовета. Упразднена в 1980 году.

## География
Располагалась между двух безымянных озёр, в 6 км (по прямой) к юго-западу от центра сельского поселения села Копкуль.

## История
В 1928 году деревня Заозёрная состояла из 94 хозяйств. В административном отношении входил в состав Копкульского сельсовета Купинского района Барабинского округа Сибирского края.
В годы коллективизации в деревне был образован колхоз «1-е Мая». В 1950 году колхоз вошел в состав укрупненного колхоза имени Молотова села Копкуль. С 1957 г. являлась отделением совхоза Чаинский. Решением Облисполкома от 24 апреля 1980 года, в связи с выездом населения, деревня Заозёрное исключена из учётных данных.

## Население
В 1926 году в деревне проживало 424 человека (199 мужчин и 225 женщин), основное население — русские.